# Украсть дом
«Украсть дом» (англ. Stealing Home) — американский кинофильм 1988 года.

## Сюжет
Бейсболисту Билли Уайетту сообщают, что его подруга и первая любовь Кэти Чендлер, с которой он не общался уже много лет, но тёплые чувства к которой всё ещё сохранились в его душе, покончила с собой и завещала ему распорядиться её прахом по его собственному усмотрению.
По дороге домой в памяти Билли оживают картины минувших дней: первая встреча с Кэти, их любовь и беседы, которые они вели летними днями на побережье Нью-Джерси. Вспоминает он и своего приятеля Алана Эпплби, с которым вместе они придумывали всевозможные каверзы и злые шутки, в частности, случай, когда каждый из них переспал с подружкой другого.
В итоге Билли решает развеять прах Кэти над местом, где их счастье было наиболее полным, — над побережьем Нью-Джерси.

## В ролях
- Марк Хэрмон — Билли Уайетт
- Джоди Фостер — Кэти Чендлер
- Гарольд Рамис — Алан Эпплби
- Блэр Браун — Джинни Уайетт
- Уильям МакНамара — Билли Уайетт в молодости
- Джонатан Силвермен — Алан Эпплби в молодости
- Ричард Дженкинс — Хэнк Чендлер
- Джон Ши — Сэм Уайетт
- Кристин Джонс — Грейс Чендлер
- Хелен Хант — Хоуп Уайетт